# Gerhard Eobanus Geldenhauer
Gerhard Eobanus Geldenhauer, genannt Noviomagus, (* 1537 in Marburg; † 4. März 1614 in Neckarelz) war Magister und evangelischer Theologe.
Seine Eltern waren der Professor Theologie Gerhard Geldenhauer (1482–1542), seine Mutter Anna von Wurmb. Er selbst war mehrfach  verheiratet: Seine erste Frau ist nicht bekannt. seine zweite Frau war die Witwe eines Gerichtsmannes in Deidesheim/Pfalz und seine dritte und letzte die Tochter eines Müllers aus Steinbach/Baden.
Ab 1550 Studium der Theologie in Marburg, ab 1559 Kaplan in Marburg, Mitverfasser der hessischen Kirchenordnung 1566. Durch Graf Johann VI. von Nassau-Dillenburg 1569 als Pfarrer nach Herborn berufen. Als Superintendent der Grafschaft Nassau-Dillenburg (ab 1572) begründete er hier das reformierte Kirchenwesen. Verfasser der nassauischen Kirchenagende 1574, die den Übergang vom lutherischen zum kalvinistischen Bekenntnis vorbereitete, ab 1578 Hofprediger und Kirchenrat in Dillenburg, 1579 bis 1581 Pfarrer zu Wilnsdorf. Wegen Ehebruchs, dessen er sich selbst beschuldigte, 1582 auf Burg Liebenscheid gefangen gesetzt. 1583 Pfarrer in Leer/Ostfriesland, ab 1584 in Emden, 1590 bis 1597 in Neuhausen bei Worms, ab 1597 in Neckarelz.
Eine Tochter von Gerhard Eobanus Geldenhauer, die er im Mai 1583 auf seiner Reise von Burg Liebenscheid nach Leer besuchte, war mit dem lutherischen Pfarrer Alexander Brauer genannt Zythopaeus († 1584) in Burbach verheiratet und eine Vorfahrin von Heinrich Johann Friedrich Ostermann.